# Always Ascending
Always Ascending è il quinto album in studio del gruppo rock scozzese Franz Ferdinand, pubblicato il 9 febbraio 2018.
Si tratta del primo album con il tastierista Julian Corrie e il chitarrista Dino Bardot, che sono entrati nel gruppo dopo l'uscita di Nick McCarthy, avvenuta nel 2016. L'album stato lanciato dal singolo Always Ascending, cui hanno fatto seguito Feel the Love Go, Lazy Boy e Glimpse of Love.

## Contesto e registrazione
Dopo la pubblicazione di Right Thoughts, Right Words, Right Action,  quarto album della band, nell'agosto 2013, la band scozzese collaborò con il gruppo rock statunitense Sparks con il nome di FFS. L'album omonimo, uscito nel luglio 2015, fu sostenuto da un breve tour.
Nel luglio 2016 Nick McCarthy, uno dei membri fondatori dei Franz Ferdinand, lasciò la band per motivi familiari e necessità di concentrarsi su altri progetti. Nel maggio 2017 fecero il loro ingresso ufficiale nella band Dino Bardot, ex chitarrista della band indie rock scozzese 1990s, e il produttore musicale Julian Corrie. Corrie si unì al gruppo per la registrazione del disco, mentre Bardot dopo il completamento delle sessioni di registrazione.
L'album è stato registrato ai Motorbass Studios di Parigi e ai RAK Studios di Londra. Ai RAK Studios la band aveva registrato, nel'ottobre 2014, l'album FFS, insieme ai membri degli Sparks. Per Always Ascending il gruppo si è avvalso della collaborazione di Philippe Zdar, del duo synthpop francese Cassius, e della band indie pop francese Phoenix.

## Promozione e pubblicazione
Prima dell'annuncio dell'album la band ha condiviso una piccola anteprima del singolo di lancio, Always Ascending, sui propri profili social ufficiali, il 23 ottobre 2017. Il 25 ottobre 2017 la band ha pubblicato come singolo di lancio la traccia che dà il titolo al disco, rivelandone contestualmente titolo, copertina e lista delle tracce. Nella stessa circostanza sono state annunciate le date del tour mondiale, iniziato nell'ottobre 2017 e in chiusura nel maggio 2018. Il videoclip promozionale del singolo di lancio, diretto dal regista AB/CD/CD, è stato pubblicato il 4 dicembre 2017. L'8 gennaio 2018, nel programma radiofonico condotto da Zane Lowe su Beats 1, è stato mandato in onda in anteprima il secondo singolo Feel the Love Go, di cui è stato contestualmente diffuso un videoclip reso disponibile in esclusiva su Apple Music.. Il video è diretto da Diane Martel, già alla regia dei video di Do You Want To e Evil Eye. Il 25 gennaio è stato lanciato il terzo singolo, Lazy Boy. Il quarto singolo, Glimpse of Love, è stato pubblicato il 25 marzo 2018.
L'album è stato pubblicato in formato fisico e digitale il 9 febbraio 2018 da Domino Recording Company. È disponibile in formato 45 giri, CD, vinile e, in edizione limitata, anche in musicassetta. Un cofanetto contenente uno speciale vinile bianco e blu e altro merchandise è stato riprodotto in 1500 copie e messo in vendita.

## Accoglienza
Always Ascending ha ricevuto riscontri per lo più positivi. Sull'aggregatore Metacritic ha ottenuto 74 punti su 100 sulla base di 21 recensioni.

## Tracce
Testi e musiche di Julian Corrie, Bob Hardy, Alex Kapranos, Dino Bardot e Paul Thomson.
1. Always Ascending – 5:21
2. Lazy Boy – 2:59
3. Paper Cages – 3:40
4. Finally – 3:09
5. The Academy Award – 4:14
6. Lois Lane – 3:34
7. Huck and Jim – 3:35
8. Glimpse of Love – 3:12
9. Feel the Love Go – 4:46
10. Slow Don't Kill Me Slow – 5:18

Traccia bonus nell'edizione CD giapponese
1. Demagogue – 2:38

## Classifiche

### Classifiche settimanali
| Classifica (2018) | Posizione massima |
| ----------------- | ----------------- |
| Australia         | 28                |
| Austria           | 16                |
| Belgio (Fiandre)  | 21                |
| Belgio (Vallonia) | 13                |
| Canada            | 31                |
| Francia           | 23                |
| Germania          | 13                |
| Irlanda           | 35                |
| Italia            | 31                |
| Paesi Bassi       | 19                |
| Portogallo        | 14                |
| Regno Unito       | 6                 |
| Repubblica Ceca   | 30                |
| Spagna            | 20                |
| Stati Uniti       | 59                |
| Svizzera          | 5                 |